# Kutuzovskaja (anello centrale di Mosca)
Kutuzovskaja (in russo Кутузовская?) è una stazione dell'anello centrale di Mosca inaugurata nel settembre 2016. La stazione, situata nel quartiere di Dorogomilovo, si trova a poca distanza dall'omonima fermata posta sulla linea 4 della metropolitana. A circa un chilometro dalla stazione, inoltre, si trova la stazione di Park Pobedy, la più profonda dell'intera rete e servita dalle linee 3 e 8A.